# Ängelholm
Ängelholm este un oraș în Suedia.

## Demografie
| \| Evoluția demografică a zonei urbane Ängelholm, 1970–2015 \| Evoluția demografică a zonei urbane Ängelholm, 1970–2015 \| Evoluția demografică a zonei urbane Ängelholm, 1970–2015 \| Evoluția demografică a zonei urbane Ängelholm, 1970–2015 \| Evoluția demografică a zonei urbane Ängelholm, 1970–2015 \| \| --------------------------------------------------------------------------------------- \| -------------------------------------------------------- \| -------------------------------------------------------- \| -------------------------------------------------------- \| -------------------------------------------------------- \| \| An \| \| \| Locuitori \| \| \| 1970 \| 1970 \| \| 14.853 \| 14.853 \| \| 1975 \| 1975 \| \| 16.016 \| 16.016 \| \| 1980 \| 1980 \| \| 17.029 \| 17.029 \| \| 1990 \| 1990 \| \| 19.189 \| 19.189 \| \| 1995 \| 1995 \| \| 20.964 \| 20.964 \| \| 2000 \| 2000 \| \| 21.729 \| 21.729 \| \| 2005 \| 2005 \| \| 22.532 \| 22.532 \| \| 2010 \| 2010 \| \| 23.240 \| 23.240 \| \| 2015 \| 2015 \| \| 27.500 \| 27.500 \| \| Sursa: SCB - Statistika Centralbyrån, Folkmängden per tätort. Vart femte år 1960 - 2016 \| \| \| \| \| |      |  |           |        |
| Evoluția demografică a zonei urbane Ängelholm, 1970–2015 |      |  |           |        |
| An |      |  | Locuitori |        |
| 1970 | 1970 |  | 14.853    | 14.853 |
| 1975 | 1975 |  | 16.016    | 16.016 |
| 1980 | 1980 |  | 17.029    | 17.029 |
| 1990 | 1990 |  | 19.189    | 19.189 |
| 1995 | 1995 |  | 20.964    | 20.964 |
| 2000 | 2000 |  | 21.729    | 21.729 |
| 2005 | 2005 |  | 22.532    | 22.532 |
| 2010 | 2010 |  | 23.240    | 23.240 |
| 2015 | 2015 |  | 27.500    | 27.500 |
| Sursa: SCB - Statistika Centralbyrån, Folkmängden per tätort. Vart femte år 1960 - 2016 |      |  |           |        |